# Eripus
Eripus is een geslacht van kevers uit de familie van de loopkevers (Carabidae). De wetenschappelijke naam van het geslacht is voor het eerst geldig gepubliceerd in 1829 door Dejean.

## Soorten
Het geslacht Eripus omvat de volgende soorten:
- Eripus breedlovei Straneo & Ball, 1989
- Eripus franzi Straneo & Ball, 1989
- Eripus globipennis (Chaudoir, 1866)
- Eripus microphthalmus (Chaudoir, 1866)
- Eripus nitidus (Chaudoir, 1861)
- Eripus oaxacanus Straneo & Ball, 1989
- Eripus scydmaenoides Dejean, 1829
- Eripus subcoecus (Chaudoir, 1866)
- Eripus suturalis (Chaudoir, 1861)